# Susanna Barquín i Castany
Susanna Barquín i Castany   (Fraga, 1966) és una periodista, narradora i articulista franjolina.
Llicenciada en filosofia, col·labora en publicacions com Temps de Franja i el Diari AVUI. Ha publicat les novel·les Deliri d'amor (2004) i L'aventura del desig (2004), que va guanyar el Premi Guillem Nicolau. Els seus articles han estat publicats a Agricultura, aigua i alimentació: el repte de Catalunya per al segle XXI (2006).